# Frohsdorf (Herrschaft)

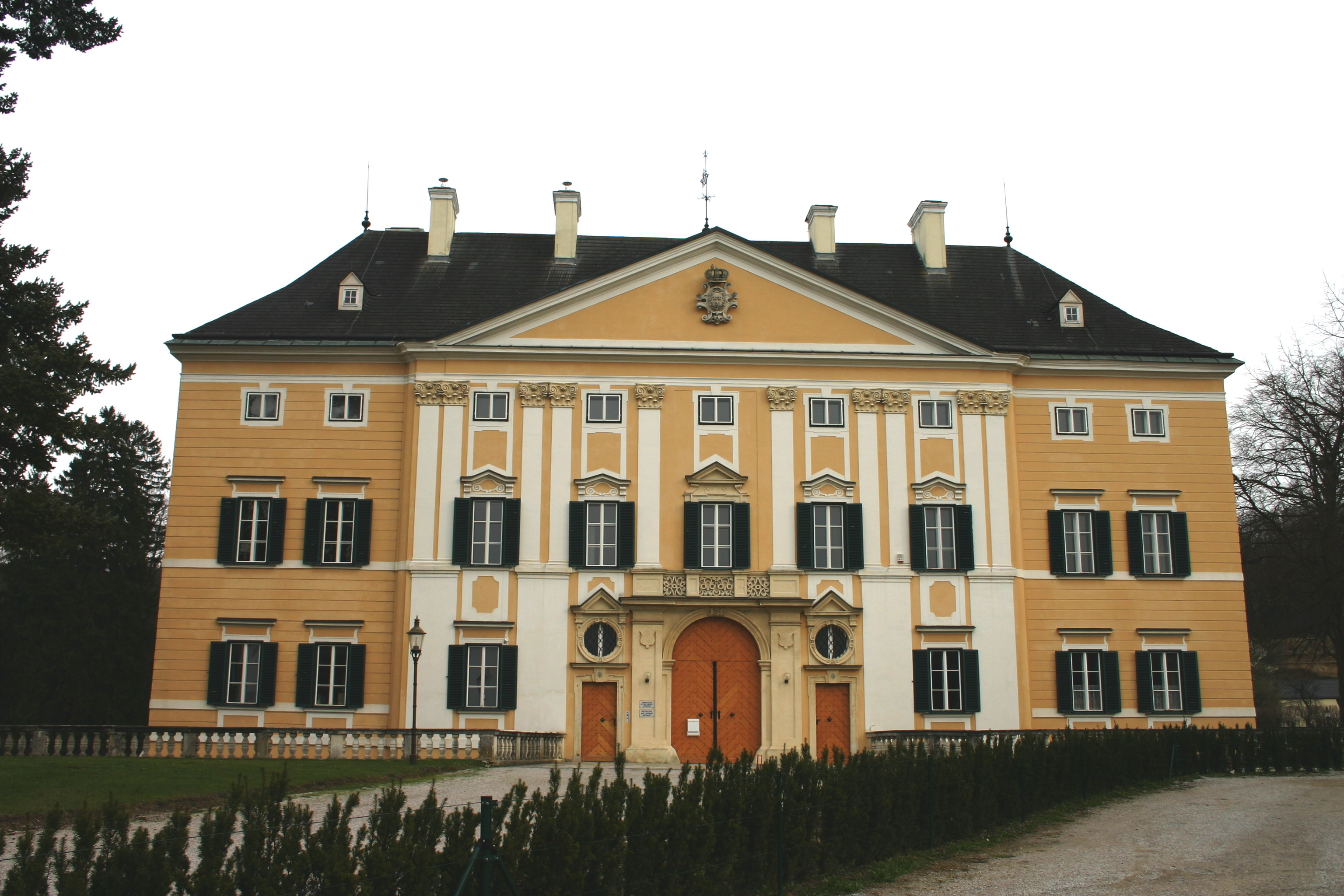
Schloss Frohsdorf, Sitz der Verwaltung (2008)

Die Herrschaft Frohsdorf war eine Grundherrschaft im Viertel unter dem Wienerwald im Erzherzogtum Österreich unter der Enns, dem heutigen Niederösterreich.

## Ausdehnung
Die Herrschaft, welcher auch Katzelsdorf, Eichbügel und Pitten angehörten, umfasste zuletzt die Ortsobrigkeit über Frohsdorf, Katzelsdorf, Eichbügel, Ofenbach, Brunn, Pitten, Leiding, Schiltern, Weinberg, Haderswörth, Schwarzau, Breitenau und Wartmannstetten, dann Gleißenfeld, Scheiblingskirchen, Witzelsberg und Reitersberg. Der Sitz der Verwaltung befand sich im Schloss Frohsdorf.

## Geschichte
Letzte Inhaberin der Allodialherrschaft war Marie Therese Charlotte de France, Gräfin von Marnes, das älteste Kind des französischen Königs Ludwig XVI. und der Königin Marie-Antoinette von Österreich und die einzige Überlebende der Königsfamilie. Im Zuge der Reformen 1848/1849 wurde die Herrschaft aufgelöst.